# Poleanețke, Bârzula
Poleanețke (în ucraineană Полянецьке) este un sat în comuna Savran din raionul Bârzula, regiunea Odesa, Ucraina.

## Demografie
Componența lingvistică a localității Poleanețke
     Ucraineană (95,85%)
     Rusă (1,4%)
     Română (1,02%)
     Alte limbi (0,06%)
Conform recensământului din 2001, majoritatea populației localității Poleanețke era vorbitoare de ucraineană (95,85%), existând în minoritate și vorbitori de rusă (1,4%) și română (1,02%).